# Casa Joan Font i Archer
La casa Joan Font i Archer és un edifici situat a la Plaça del Duc de Medinaceli, 6 de Barcelona, catalogat com a bé amb elements d'interès (categoria C). A l'entresol hi ha la seu barcelonina del sindicat CNT.

## Història
El comerciant Joan Font i Archer, natural de Sant Feliu de Guíxols, es va establir a Mayagüez (Puerto Rico), on va néixer el seu fill Josep Ramon Font i Fornés. Pare i fill van formar la societat Font Archer i Fill, liquidada després de la mort del primer el 1867. El 1848, Joan va adquirir el solar núm. 3 del desamortitzat Convent de Sant Francesc per 65.500 duros, i el 1851, Josep Ramon, com administrador dels béns del seu pare, va demanar permís per a construir-hi un edifici, segons el projecte del mestre d'obres Pau Martorell. A les obres van intervenir el paleta Sebastià Climent, els fusters Roura Germans, el manyà Miquel Casanovas i Ribas i el pintor Onofre Batista.
Posteriorment, la propietat va passar a mans de Salvador Samà i Torrents.

## Descripció
Consta de planta baixa, entresol i tres pisos, amb tres obertures per planta. Les de la planta baixa són d'arc rebaixat, i als pisos, balcons amb llinda plana i llosana de pedra amb volada que es redueix en alçada, tots ells amb barana de ferro.
El parament és d'especejament horitzontal a la planta baixa i l'entresol, i a la resta, d'estuc llis emmarcant les obertures i amb plafons senzills entre els balcons.